# Tour de France 2015
Tour de France 2015 var den 102:a upplagan av cykeltävlingen Tour de France. Tävlingen startade den 4 juli i Utrecht, och avslutades den 26 juli i Paris. Det var den sjätte gången Touren besökte Nederländerna, där de två första etapperna kördes. Tävlingen tog sig sedan till Belgien, där etapp 3 och starten av etapp 4 arrangerades.
Tävlingen vanns av britten Chris Froome.

## Deltagande lag
Alla 17 UCI World Tour-lag blev inbjudna och var förpliktigade att delta i tävlingen. Fem pro-kontinentallag blev inbjudna till tävlingen. Bokstäverna inom parenteser avser lagens UCI-kod.
UCI World Tour-lag
- Astana (AST)
- AG2R La Mondiale (ALM)
- FDJ (FDJ)
- Team Sky (SKY)
- Tinkoff–Saxo (TTS)
- Movistar Team (MOV)
- BMC Racing Team (BMC)
- Lotto–Soudal (LTS)
- Team Giant-Alpecin (GIA)
- Team Katusha (KAT)
- Orica–GreenEDGE (OGE)
- Etixx–Quick-Step (EQS)
- LottoNL–Jumbo (TLJ)
- Trek Factory Racing (TFR)
- Lampre–Merida (LAM)
- Cannondale–Garmin (TCG)
- IAM Cycling (IAM)

UCI Pro-kontinentallag
- Team Europcar (EUC)
- Cofidis (COF)
- Bora–Argon 18 (TNE)
- Bretagne–Séché Environnement (BSE)
- MTN–Qhubeka (MTN)

## Förhandsfavoriter
Inför tävlingens start var många experter överens om att fyra cyklister var klara favoriter att vinna tävlingen. Dessa fyra cyklister var fjolårssegraren Vincenzo Nibali, Alberto Contador som vann Touren 2007 och 2009 och som dessutom hade vunnit Giro d'Italia tidigare under 2015, 2013 års vinnare Chris Froome och Nairo Quintana som vann 2014 års Giro d'Italia. Utmanare ansågs vara bland andra vara Thibaut Pinot, Tejay van Garderen, Romain Bardet och Joaquim Rodríguez.
Många av världens bästa spurtare sågs på förhand som favoriter till den gröna poängtröjan. En av dessa var Mark Cavendish, som tidigare vunnit 25 etapper i Tour de France. En annan favorit till poängtävlingen var slovaken Peter Sagan som vann loppets poängtävling 2012, 2013 och 2014. Andra utmanare i spurterna ansågs vara John Degenkolb, André Greipel, Alexander Kristoff och Nacer Bouhanni. Marcel Kittel, som föregående år vann fyra etapper i loppet, meddelade i slutet av juni att han inte hade blivit uttagen i Team Giant-Alpecins trupp till tävlingen.

## Etapper
Bansträckningen presenterades den 22 oktober 2014. De två första etapperna av 2015 års Tour de France kördes i Nederländerna, där tävlingen startade med ett tempolopp för första gången sedan 2012. Etapp 3 avgjordes i Belgien, innan tävlingen under den fjärde etappen tog sig till Frankrike där resterande etapper kördes. 
| Etapp | Datum   | Start                   | Mål                     | Distans  | Typ     | Typ                           | Vinnare                 |
| ----- | ------- | ----------------------- | ----------------------- | -------- | ------- | ----------------------------- | ----------------------- |
| 1     | 4 juli  | Utrecht                 | Utrecht                 | 13,8 km  |         | Tempoetapp                    | Rohan Dennis (AUS)      |
| 2     | 5 juli  | Utrecht                 | Neeltje Jans            | 166 km   |         | Flack etapp                   | André Greipel (GER)     |
| 3     | 6 juli  | Antwerpen               | Huy                     | 159,5 km |         | Kuperat                       | Joaquím Rodríguez (ESP) |
| 4     | 7 juli  | Seraing                 | Cambrai                 | 223,5 km |         | Flack etapp (med pavéavsnitt) | Tony Martin (GER)       |
| 5     | 8 juli  | Arras                   | Amiens                  | 189,5 km |         | Flack etapp                   | André Greipel (GER)     |
| 6     | 9 juli  | Abbeville               | Le Havre                | 191,5 km |         | Flack etapp                   | Zdeněk Štybar (CZE)     |
| 7     | 10 juli | Livarot                 | Fougeres                | 190,5 km |         | Flack etapp                   | Mark Cavendish (GBR)    |
| 8     | 11 juli | Rennes                  | Mûr-de-Bretagne         | 181,5 km |         | Kuperat                       | Alexis Vuillermoz (FRA) |
| 9     | 12 juli | Vannes                  | Plumelec                | 28 km    |         | Lagtempoetapp                 | BMC Racing Team (USA)   |
|       | 13 juli | Vilodag                 | Vilodag                 | Vilodag  | Vilodag | Vilodag                       | Vilodag                 |
| 10    | 14 juli | Tarbes                  | La Pierre Saint Martin  | 167 km   |         | Bergsetapp                    | Chris Froome (GBR)      |
| 11    | 15 juli | Pau                     | Cauterets               | 188 km   |         | Bergsetapp                    | Rafał Majka (POL)       |
| 12    | 16 juli | Lannemezan              | Plateau de Beille       | 195 km   |         | Bergsetapp                    | Joaquim Rodríguez (ESP) |
| 13    | 17 juli | Muret                   | Rodez                   | 198,5 km |         | Kuperat                       | Greg Van Avermaet (BEL) |
| 14    | 18 juli | Rodez                   | Mende                   | 178,5 km |         | Kuperat                       | Steve Cummings (GBR)    |
| 15    | 19 juli | Mende                   | Valence                 | 183 km   |         | Kuperat                       | André Greipel (GER)     |
| 16    | 20 juli | Bourg-de-Péage          | Gap                     | 201 km   |         | Kuperat                       | Rubén Plaza (ESP)       |
|       | 21 juli | Vilodag                 | Vilodag                 | Vilodag  | Vilodag | Vilodag                       | Vilodag                 |
| 17    | 22 juli | Digne-les-Bains         | Pra Loup                | 161 km   |         | Bergsetapp                    | Simon Geschke (GER)     |
| 18    | 23 juli | Gap                     | Saint-Jean-de-Maurienne | 186,5 km |         | Bergsetapp                    | Romain Bardet (FRA)     |
| 19    | 24 juli | Saint-Jean-de-Maurienne | La Toussuire            | 138 km   |         | Bergsetapp                    | Vincenzo Nibali (ITA)   |
| 20    | 25 juli | Modane                  | Alpe d'Huez             | 110,5 km |         | Bergsetapp                    | Thibaut Pinot (FRA)     |
| 21    | 26 juli | Sèvres                  | Paris                   | 109,5 km |         | Flack etapp                   | André Greipel (GER)     |

## Händelseförlopp

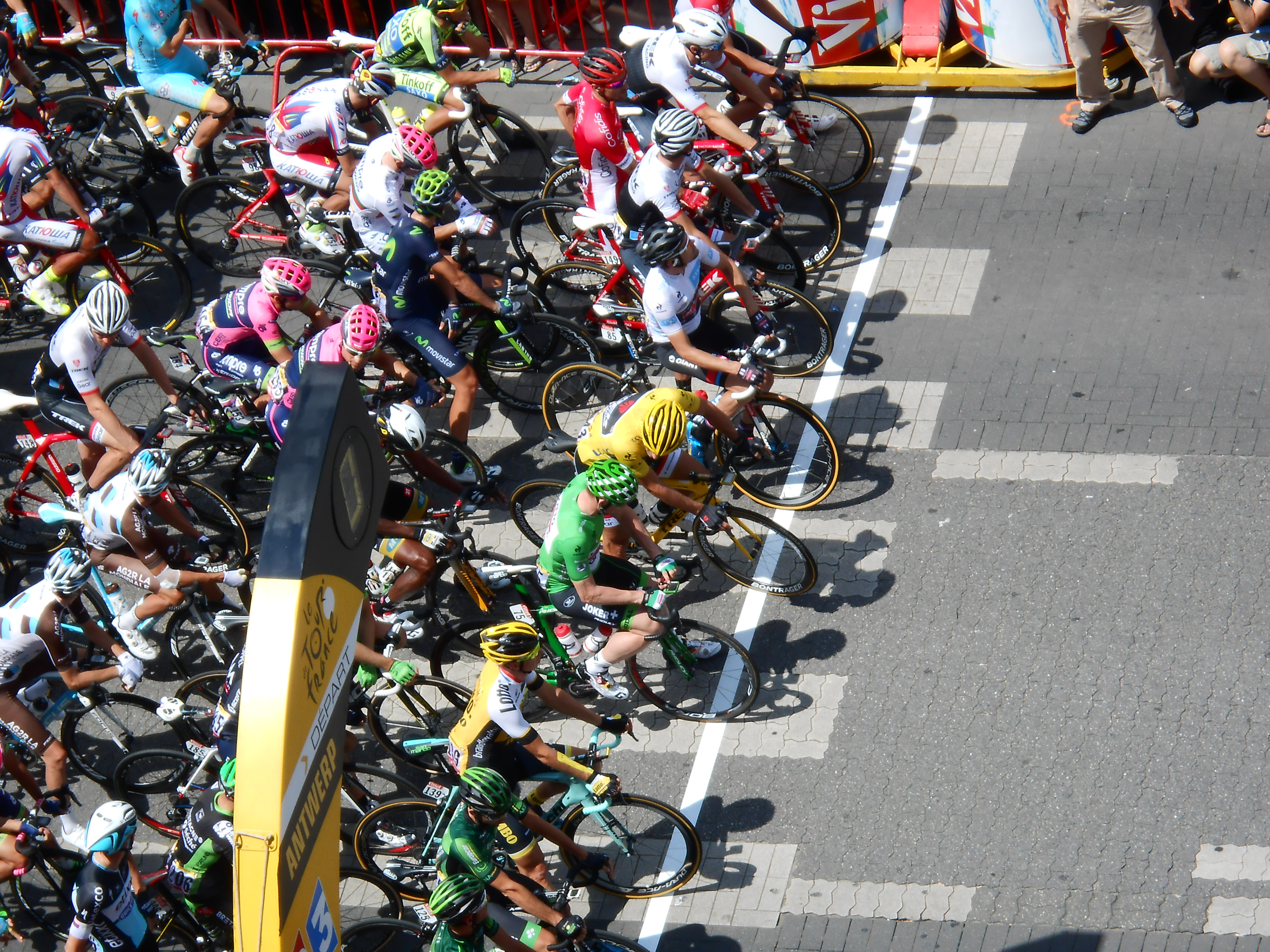
Cyklisterna på startlinjen i Antwerpen inför den tredje etappen.

Rohan Dennis vann den inledande tempoetappen med en medelhastighet av 55,446 km/h, den snabbaste snitthastigheten någonsin i ett tempolopp i Tour de France. Australiensaren blev därmed den första som fick ikläda sig den gula ledartröjan under tävlingen. Under den andra etappen spelade kraftiga kantvindar en stor roll. Klungan splittrades och stora favoriter som Nairo Quintana och Vincenzo Nibali tappade knappt en och en halv minut på etappsegraren André Greipel. Schweizaren Fabian Cancellara tog över ledartröjan. Den tredje etappen vanns av Joaquím Rodríguez medan Chris Froome tog över ledartröjan.
Den fjärde etappen innehöll sju kullerstenssektioner, men trots detta lyckades inte klassikerspecialisterna köra ifrån huvudklungan. Tony Martin vann etappen efter en sen soloattack, och tog i och med segern över totalledningen i tävlingen. Majoriteten av huvudfavoriterna för totaltävlingen slutade i en grupp som gick i mål tre sekunder efter Martin. Den femte etappen vanns av André Greipel, innan tjecken Zdeněk Štybar vann etapp sex. Totalledaren Tony Martin vurpade i avslutningen av etappen och tvingades bryta, vilket innebar att Chris Froome återigen tog över totalledningen.
Den sjunde etappen vanns av Mark Cavendish, som därmed tog sin 26:e etappseger i Tour de France. Den första franska segern i tävlingen kom under den åttonde etappen till Mûr-de-Bretagne. Alexis Vuillermoz attackerade med knappa kilometern kvar till målet och vann fem sekunder före irländaren Dan Martin. Etapp 9 var en 28 km lång lagtempoetapp som vanns av BMC Racing Team 0,62 sekunder före Team Sky.
Efter vilodagen vanns den första bergsetappen av Chris Froome, en minut före lagkamraten Richie Porte och Nairo Quintana. Britten drygade därmed ut sin totalledning till nästan tre minuter före amerikanen Tejay van Garderen. Rafał Majka vann etapp 11, innan Joaquím Rodríguez tog sin andra etappseger i tävlingen när han vann etapp 12. Greg Van Avermaet vann den trettonde etappen före Peter Sagan, innan Steve Cummings överraskande tog hem etapp 14 efter en lång utbrytning. André Greipel tog sin tredje etappseger i loppet genom att spurta hem etapp 15 från en reducerad klunga, före John Degenkolb och Alexander Kristoff. Rubén Plaza vann etapp 16 med målgång i Gap. Tvåa på etappen blev Peter Sagan, som därmed tog sin femte andraplats i tävlingen. Därefter väntade den andra vilodagen i Gap.
Simon Geschke vann den första av fyra bergsetapper i Alperna en dryg halvminut före Andrew Talansky. Under etappen tvingades Tejay van Garderen, som vid tillfället låg trea totalt, bryta loppet på grund av sjukdom. Alberto Contador kraschade under etappen under en utförsåkning, och tappade över två minuter på totalledaren Chris Froome. Etapp 18 vanns av Romain Bardet, efter att fransmannen attackerat från utbrytargruppen nära toppen till Col du Glandon. Fjolårssegraren Vincenzo Nibali vann etapp 19 efter en lång soloutbrytning, vilket förde italienaren upp till fjärde plats i sammandraget. Tvåa på etappen blev Nairo Quintana som plockade in en halv minut på totalledaren Froome. Det blev ytterligare en fransk etappseger under etapp 20 när Thibaut Pinot var först upp på toppen på prestigefyllda Alpe d'Huez. Totaltvåan Nairo Quintana attackerade Chris Froome ett antal gånger under etappen och lyckades till slut distansera britten med en minut och 20 sekunder. Colombianen slutade tvåa på etappen men avståndet till Froome var inte tillräckligt för att passera britten i sammandraget, utan Froome behöll ledningen inför den avslutande etappen till Paris. André Greipel vann den sista etappen före Bryan Coquard, och blev därmed den segerrikaste i tävlingen med fyra etappsegrar.
Chris Froome vann tävlingen för andra gången i sin karriär, en minut och tolv sekunder före Nairo Quintana. Trea slutade Quintanas lagkamrat Alejandro Valverde. Froome vann även bergspristävlingen, vilket innebar att samma cyklist vann totaltävlingen och bergspristävlingen för första gången sedan 1970. Peter Sagan segrade i poängtävlingen för fjärde året i rad trots att han inte vann en enda etapp, medan Nairo Quintana överlägset tog hem ungdomstävlingen. Movistar Team vann lagtävlingen med nästan en timmas marginal, och Romain Bardet utsågs till tävlingens mest offensive cyklist.

## Tröjutveckling
| Etapp         | Vinnare           | Totaltävlingen    | Poängtävlingen | Bergspristävlingen   | Ungdomstävlingen | Lagtävlingen       | Mest offensive cyklist |
| ------------- | ----------------- | ----------------- | -------------- | -------------------- | ---------------- | ------------------ | ---------------------- |
| 1             | Rohan Dennis      | Rohan Dennis      | Rohan Dennis   | Inget pris           | Rohan Dennis     | Team LottoNL-Jumbo | Inget pris             |
| 2             | André Greipel     | Fabian Cancellara | André Greipel  | Inget pris           | Tom Dumoulin     | BMC Racing Team    | Michał Kwiatkowski     |
| 3             | Joaquím Rodríguez | Chris Froome      | André Greipel  | Joaquím Rodríguez    | Peter Sagan      | BMC Racing Team    | Jan Bárta              |
| 4             | Tony Martin       | Tony Martin       | André Greipel  | Joaquím Rodríguez    | Peter Sagan      | BMC Racing Team    | Vincenzo Nibali        |
| 5             | André Greipel     | Tony Martin       | André Greipel  | Joaquím Rodríguez    | Peter Sagan      | BMC Racing Team    | Michael Matthews       |
| 6             | Zdeněk Štybar     | Tony Martin       | André Greipel  | Daniel Teklehaimanot | Peter Sagan      | BMC Racing Team    | Perrig Quéméneur       |
| 7             | Mark Cavendish    | Chris Froome      | André Greipel  | Daniel Teklehaimanot | Peter Sagan      | BMC Racing Team    | Anthony Delaplace      |
| 8             | Alexis Vuillermoz | Chris Froome      | Peter Sagan    | Daniel Teklehaimanot | Peter Sagan      | BMC Racing Team    | Bartosz Huzarski       |
| 9             | BMC Racing Team   | Chris Froome      | Peter Sagan    | Daniel Teklehaimanot | Peter Sagan      | BMC Racing Team    | Inget pris             |
| 10            | Chris Froome      | Chris Froome      | André Greipel  | Chris Froome         | Nairo Quintana   | Team Sky           | Kenneth Vanbilsen      |
| 11            | Rafał Majka       | Chris Froome      | Peter Sagan    | Chris Froome         | Nairo Quintana   | Team Sky           | Dan Martin             |
| 12            | Joaquim Rodríguez | Chris Froome      | Peter Sagan    | Chris Froome         | Nairo Quintana   | Movistar Team      | Michał Kwiatkowski     |
| 13            | Greg Van Avermaet | Chris Froome      | Peter Sagan    | Chris Froome         | Nairo Quintana   | Movistar Team      | Thomas De Gendt        |
| 14            | Steve Cummings    | Chris Froome      | Peter Sagan    | Chris Froome         | Nairo Quintana   | Movistar Team      | Pierre-Luc Perichon    |
| 15            | André Greipel     | Chris Froome      | Peter Sagan    | Chris Froome         | Nairo Quintana   | Movistar Team      | Peter Sagan            |
| 16            | Rubén Plaza       | Chris Froome      | Peter Sagan    | Chris Froome         | Nairo Quintana   | Movistar Team      | Peter Sagan            |
| 17            | Simon Geschke     | Chris Froome      | Peter Sagan    | Chris Froome         | Nairo Quintana   | Movistar Team      | Simon Geschke          |
| 18            | Romain Bardet     | Chris Froome      | Peter Sagan    | Joaquim Rodríguez    | Nairo Quintana   | Movistar Team      | Romain Bardet          |
| 19            | Vincenzo Nibali   | Chris Froome      | Peter Sagan    | Romain Bardet        | Nairo Quintana   | Movistar Team      | Pierre Rolland         |
| 20            | Thibaut Pinot     | Chris Froome      | Peter Sagan    | Chris Froome         | Nairo Quintana   | Movistar Team      | Alexandre Geniez       |
| 21            | André Greipel     | Chris Froome      | Peter Sagan    | Chris Froome         | Nairo Quintana   | Movistar Team      | Inget pris             |
| Slutställning | Slutställning     | Chris Froome      | Peter Sagan    | Chris Froome         | Nairo Quintana   | Movistar Team      | Romain Bardet          |

Noteringar
- Under etapp två bar Tony Martin den gröna poängtröjan då Rohan Dennis bar den gula ledartröjan. Tom Dumoulin fick av samma anledning under etappen bära den vita ungdomströjan.
- Ingen cyklist bar under den sjunde etappen den gula ledartröjan eftersom totalledaren Tony Martin inte kom still start på grund av skada.
- Warren Barguil, som låg tvåa i ungdomstävlingen, fick under den nionde etappen bära den vita ungdomströjan eftersom Peter Sagan bar den gröna poängtröjan.
- Nairo Quintana fick under den tionde etappen bära den vita ungdomströjan eftersom Peter Sagan bar den gröna poängtröjan.
- Under etapp 11 och 12 fick Richie Porte bära bergspriströjan eftersom totalledaren Chris Froome bar den gula ledartröjan.
- Under etapp 13 till 17 fick Joaquim Rodríguez bära bergspriströjan eftersom totalledaren Chris Froome bar den gula ledartröjan.
- Romain Bardet, som låg trea i bergspristävlingen, bar under den avslutande etappen bergspriströjan, eftersom Chris Froome bar den gula ledartröjan och Nairo Quintana, som låg tvåa i bergspristävlingen, bar den vita ungdomströjan.

## Slutställning
Källa:

### Totaltävlingen
| №  | Cyklist                  | Lag                 | Tid      |
| -- | ------------------------ | ------------------- | -------- |
| 1  | Chris Froome (GBR)       | Team Sky            | 84:46.14 |
| 2  | Nairo Quintana (COL)     | Movistar Team       | + 1.12   |
| 3  | Alejandro Valverde (ESP) | Movistar Team       | + 5.25   |
| 4  | Vincenzo Nibali (ITA)    | Astana              | + 8.36   |
| 5  | Alberto Contador (ESP)   | Tinkoff–Saxo        | + 9.48   |
| 6  | Robert Gesink (NED)      | LottoNL–Jumbo       | + 10.47  |
| 7  | Bauke Mollema (NED)      | Trek Factory Racing | + 15.14  |
| 8  | Mathias Frank (SUI)      | IAM Cycling         | + 15.39  |
| 9  | Romain Bardet (FRA)      | AG2R La Mondiale    | + 16.00  |
| 10 | Pierre Rolland (FRA)     | Team Europcar       | + 17.30  |

### Poängtävlingen
| № | Cyklist              | Lag                | Poäng |
| - | -------------------- | ------------------ | ----- |
| 1 | Peter Sagan (SVK)    | Cannondale–Garmin  | 432   |
| 2 | André Greipel (GER)  | Lotto–Soudal       | 366   |
| 3 | John Degenkolb (GER) | Team Giant-Alpecin | 298   |

### Bergspristävlingen
| № | Cyklist              | Lag              | Poäng |
| - | -------------------- | ---------------- | ----- |
| 1 | Chris Froome (GBR)   | Team Sky         | 119   |
| 2 | Nairo Quintana (COL) | Movistar Team    | 108   |
| 3 | Romain Bardet (FRA)  | AG2R La Mondiale | 90    |

### Ungdomstävlingen
| № | Cyklist              | Lag                | Tid      |
| - | -------------------- | ------------------ | -------- |
| 1 | Nairo Quintana (COL) | Movistar Team      | 84:47.26 |
| 2 | Romain Bardet (FRA)  | AG2R La Mondiale   | + 14.48  |
| 3 | Warren Barguil (FRA) | Team Giant-Alpecin | + 30.03  |

### Lagtävlingen
| № | Lag           | Tid       |
| - | ------------- | --------- |
| 1 | Movistar Team | 255:24.24 |
| 2 | Team Sky      | + 57.23   |
| 3 | Tinkoff–Saxo  | + 1:00.12 |